# Association sportive Saint-Luc
Maillots
Actualités
L'AS Saint-Luc est un club de football basé à Kananga, en République démocratique du Congo.
Le club joue dans le championnat de République démocratique du Congo de 2e division, appelé Ligue 2. 
L'équipe joue ses matchs au Stade des Jeunes, qui peut contenir 10 000 places.

## Histoire
Le club atteint la finale de la Coupe de République démocratique du Congo en 2000 et 2004.
Il participe à la Coupe d'Afrique des vainqueurs de coupe en 2001, puis à la Coupe UNIFFAC des clubs en 2005.

## Palmarès
- Coupe de RD Congo
  - Finaliste : 2000 et 2004
- LIFKOC
  - Champions (3): 2000, 2001, 2002, 2014

## Personnalités du club

### Anciens joueurs
- Robert Kidiaba (2001-2002)
- Tshiolola Tshinyama (2000-2001)

### Présidents
- 2020 :  Benoît Tshibuabua Kapia Kalubi[1]
- 2023 :  Denise Dusauchoy[2],[3],[4]

### Entraîneurs
- ?? :  Omer Mbayo
- 2020-2021 :  Puryo Honoré Kapudi
- 2021-2022 :  Mitterand Nzenzele
- 2022-2023 :  Dicky Kabwe
- 2023:  Alberto Cavasin, adjoint :  Domenico Camassa[5]
- 2023-2024 :  Ephesien Mugoga[6]
- 2024 :  Flavier  Kialanda